# Kulturno-povijesna urbanistička cjelina Jastrebarsko
Kulturno-povijesna urbanistička cjelina Jastrebarsko, je kompleks u gradu Jastrebarsko, zaštićeno kulturno dobro.

## Opis
Kompleks građevina iz 13. st. do 19. st.

## Zaštita
Pod oznakom Z-2629 zaveden je kao nepokretno kulturno dobro – pojedinačno, pravna statusa zaštićena kulturnog dobra, klasificirano kao "sakralna graditeljska baština".